# Grenlandsbron
Grenlandsbron (norska: Grenlandsbrua) är en snedkabelbro i Telemark fylke i södra Norge, där Europaväg 18 korsar Frierfjorden mellan Bamble kommun och Porsgrunns kommun. Den är 608 meter lång och öppnades för trafik 1996.
Brons utformning blev vald efter en arkitekttävling. Den utgörs av en snedkabelbro med sju spann och endast en pylon. När bron öppnades 1996 var pylonen det högsta byggnadsverket på norska fastlandet med en höjd av 166 meter.